# Maria Janina Okoń
Maria Janina Okoń (ur. 9 grudnia 1929 w Sielcu, zm. 17 września 2001 w Lublinie) – poetka, publicystka, pedagog, krytyk literacki, regionalistka.

## Życiorys
Ukończyła Liceum Pedagogiczne w Chełmie (1950), Studium Nauczycielskie w Warszawie (1963), pedagogikę na UMCS i UW (1967) oraz studia podyplomowe z bibliotekarstwa w Instytucie Kształcenia Nauczycieli w Warszawie (1978). 
Uczyła w szkołach podstawowych w Poniatówce, Leśniczówce i Świerżach (1950–1955) oraz w Domu Dziecka (1955–1957) i w Szkole Podstawowej nr 1 w Chełmie (1957–1974); była m.in. zastępcą dyrektora szkoły, wizytatorem metodykiem, bibliotekarką w Zespole Szkół Zawodowych nr 4 im. K.A. Jaworskiego, instruktorem ZHP i organizatorem szkolnych zespołów artystycznych. Na zaopatrzenie emerytalne przeszła w 1982 roku.
Członek Ligi Morskiej (1949–1951), ZNP (1950–1981), Stowarzyszenia Miłośników Ziemi Chełmskiej (1961–1982), Stowarzyszenia Bibliotekarzy Polskich (1977–1981) i Nauczycielskiego Klubu Literackiego im. Józefa Czechowicza w Lublinie, filia w Chełmie(1970–1991).
Debiutowała w 1966 recenzją w Głosie Młodzieży Wiejskiej. Pisała wiersze, fraszki, aforyzmy i rozprawy pedagogiczne. Szkice, artykuły i eseje publikowała w czasopismach ogólnopolskich i regionalnych, m.in. w Słowie Powszechnym, Nike i Kurierze Lubelskim.
Żona (1951) Longina Jana Okonia. 
Zmarła 17 września 2001 r. w Lublinie, pogrzebana na cmentarzu komunalnym przy ul. Mościckiego w Chełmie.

## Publikacje książkowe
- Ekslibrisy nie tylko bibliofila (1984)
- Portret Jadwigi Radlińskiej-Szczawiejowej (1985)
- Pryzmaty, biogramy chełmskiej grupy literackiej (1987)
- Krawędzie, fraszki (2002)
- Książki i ludzie, recenzje, szkice, wspomnienia (2002)
- Dwie struny, aforyzmy wydane wspólnie z mężem (2002)

Prace w dziełach zbiorowych:
- Polska powieść historyczna XX wieku (1990)
- Nie tylko pamięć (1991)
- Złote myśli ludzi wielkiego serca (2004)
- Z fraszką przez stulecia, XV – XX wiek (2005)
- Wielka księga myśli polskiej (2005)
- Podróż w głąb pamięci (2005)
- Księga fraszek (2006)

## Nagrody
Ministra Oświaty i Wychowania (1965, 1972, 1977), Kuratora Oświaty (1981 i 1982). 
Odznaczona Krzyżem Kawalerskim Orderu Odrodzenia Polski (1986), Złotym Krzyżem Zasługi (1976), odznaką Tysiąclecia Państwa Polskiego (1966) oraz pośmiertnie, za całokształt twórczości, Srebrnym Wawrzynem Literackim.